# 弗里兹·梅尔贝
弗里兹·梅尔贝（Fritz Sigfred Georg Melbye，1826年8月24日—1869年12月14日）是一位丹麦海洋藝術画家。他曾前往欧洲、加勒比地区、委內瑞拉、北美洲和亚洲等地取景創作。

## 生平
弗里兹·梅尔贝生於丹麦的赫爾辛格。他的哥哥曾指導他畫畫。1849年，弗里兹·梅尔贝启程前往丹屬西印度群島，並且在圣托马斯定居。在那里，他遇到了卡米耶·畢沙羅，毕沙罗此後成为他的学生和朋友。
1852年4月，梅尔貝和畢沙羅一同前往委內瑞拉。他们在卡拉卡斯和拉瓜伊拉住了两年。1856年，梅爾貝返回欧洲，並且在巴黎呆了一段时间，然后又前往北美，並且在纽约創辦了工作室。
1866年，梅爾貝前往遠東。1869年，他在上海去世。